# Victor Wanyama
Victor Mugubi Wanyama, né le 25 juin 1991 à Nairobi (Kenya), est un footballeur international kényan qui joue au poste de milieu de terrain au Dunfermline Athletic.

## Biographie

### En club

#### Débuts
Victor Wanyama découvre le Championnat du Kenya avec le Nairobi City Stars et l'AFC Leopards. Il s'envole ensuite pour l'Europe et la Suède en rejoignant les équipes jeunes de l'Helsingborgs IF. Mis à l'essai par le GB Anvers durant l'été 2008, Wanyama signe un contrat de quatre ans en faveur du club belge. Il prend part à son premier match en équipe première en 2009.

#### Découverte au Celtic
Le 9 juillet 2011, le joueur international kényan signe un contrat de quatre ans avec le club écossais du Celtic FC. Il remporte le titre de champion d'Écosse et est titulaire lors de la finale de la coupe de la Ligue écossaise perdue 0-1 face à Kilmarnock durant la sa première saison avec le Celtic.
Le 7 novembre 2012, il marque en phase de poules de la Ligue des champions contre le FC Barcelone où son équipe l'emportera 2 buts à 1.

#### Passage en Premier League
En juillet 2013, il décide de quitter le Celtic afin de rejoindre la Premier League et plus précisément Southampton pour un montant de 14,5 millions d'euros et un contrat de quatre ans. Le 30 juillet 2015, il fait ses débuts européens pour les Saints lors d'un match contre le Vitesse Arnhem (victoire 3-0).
Le 24 juin 2016, il s'engage pour cinq ans avec Tottenham.

#### Cadre à Montréal
En manque de temps de jeu avec Tottenham au cours de la saison 2019-2020, il rejoint l'Impact de Montréal le 3 mars 2020. Il obtient alors le statut de joueur désigné en Major League Soccer. Avant la fin de l'exercice 2022, Wanyama déclare « À la fin de la saison, je pense que je vais partir. Je vais partir à la fin de la saison, a-t-il enchaîné, un peu plus catégorique. J’ai eu de belles années ici, j’ai aimé faire partie de l’équipe. C’était bien ». Le 14 novembre 2022, au terme de cette même saison, son contrat n'est pas renouvelé par le club montréalais. Cependant, après avoir testé sa valeur sur le marché international, il signe une nouvelle entente de deux ans le 6 janvier 2023. 
Cependant, la saison 2023 est marqué par sa mésentente avec l'entraineur chef Hernán Losada. Lors du bilan de fin de saison du club, Wanyama s'ouvre sur sa déception face à son manque de temps de jeu et le manque de communication avec son entraineur.

### En sélection nationale
Il fait ses débuts pour l'équipe nationale du Kenya en mai 2007 lors d'un match amical contre le Nigeria, il est alors âgé de 15 ans. Sa dernière sélection a lieu le 15 novembre 2020 contre les Comores pour le compte des qualifications à la Coupe d'Afrique des nations de football 2021. Il annonce sa retraite internationale le 27 septembre 2021, après 64 sélections et 7 buts sous le maillot kényan.

## Statistiques
| Saison                | Club                  | Championnat           | Championnat | Championnat | Coupe nationale | Coupe nationale | Coupe de la Ligue | Coupe de la Ligue | Supercoupe | Supercoupe | Compétition(s) continentale(s) | Compétition(s) continentale(s) | Compétition(s) continentale(s) | Total | Total |
| Saison                | Club                  | Division              | M.          | B.          | M.              | B.              | M.                | B.                | M.         | B.         | Comp.                          | M.                             | B.                             | M.    | B.    |
| 2008-2009             | GB Anvers             | Jupiler Pro League    | 1           | 0           | -               | -               | -                 | -                 | -          | -          | -                              | -                              | -                              | 1     | 0     |
| 2009-2010             | GB Anvers             | Jupiler Pro League    | 20          | 0           | 1               | 0               | -                 | -                 | -          | -          | -                              | -                              | -                              | 21    | 0     |
| 2010-2011             | GB Anvers             | Jupiler Pro League    | 30          | 2           | 4               | 0               | -                 | -                 | -          | -          | -                              | -                              | -                              | 34    | 2     |
| Sous-total            | Sous-total            | Sous-total            | 51          | 2           | 5               | 0               | -                 | -                 | -          | -          | -                              | -                              | -                              | 56    | 2     |
| 2011-2012             | Celtic FC             | Scottish Premiership  | 29          | 4           | 4               | 0               | 4                 | 0                 | -          | -          | C3                             | 5                              | 0                              | 42    | 4     |
| 2012-2013             | Celtic FC             | Scottish Premiership  | 32          | 6           | 5               | 1               | 2                 | 0                 | -          | -          | C1+C3                          | 7+3                            | 1+1                            | 49    | 9     |
| Sous-total            | Sous-total            | Sous-total            | 61          | 10          | 9               | 1               | 6                 | 0                 | -          | -          | -                              | 15                             | 2                              | 91    | 13    |
| 2013-2014             | Southampton FC        | Premier League        | 23          | 0           | 1               | 0               | -                 | -                 | -          | -          | -                              | -                              | -                              | 24    | 0     |
| 2014-2015             | Southampton FC        | Premier League        | 32          | 3           | 2               | 0               | 4                 | 0                 | -          | -          | -                              | -                              | -                              | 38    | 3     |
| 2015-2016             | Southampton FC        | Premier League        | 30          | 1           | -               | -               | 2                 | 0                 | -          | -          | C3                             | 3                              | 0                              | 35    | 1     |
| Sous-total            | Sous-total            | Sous-total            | 85          | 4           | 3               | 0               | 6                 | 0                 | -          | -          | -                              | 3                              | 0                              | 97    | 4     |
| 2016-2017             | Tottenham Hotspur     | Premier League        | 36          | 4           | 3               | 0               | 1                 | 0                 | -          | -          | C1+C3                          | 5+2                            | 0+1                            | 47    | 5     |
| 2017-2018             | Tottenham Hotspur     | Premier League        | 18          | 1           | 5               | 0               | -                 | -                 | -          | -          | C1                             | 1                              | 0                              | 24    | 1     |
| 2018-2019             | Tottenham Hotspur     | Premier League        | 13          | 1           | 1               | 0               | 2                 | 0                 | -          | -          | C1                             | 6                              | 0                              | 22    | 1     |
| 2019-2020             | Tottenham Hotspur     | Premier League        | 2           | 0           | 0               | 0               | 1                 | 0                 | -          | -          | C1                             | 1                              | 0                              | 4     | 0     |
| Sous-total            | Sous-total            | Sous-total            | 69          | 6           | 9               | 0               | 4                 | 0                 | -          | -          | -                              | 15                             | 1                              | 97    | 7     |
| 2020                  | Impact de Montréal    | MLS                   | 22          | 2           | -               | -               | -                 | -                 | -          | -          | LCC                            | 2                              | 0                              | 24    | 2     |
| 2021                  | CF Montréal           | MLS                   | 27          | 2           | 1               | 0               | -                 | -                 | -          | -          | -                              | -                              | -                              | 28    | 2     |
| 2022                  | CF Montréal           | MLS                   | 34          | 1           | 0               | 0               | -                 | -                 | -          | -          | LCC                            | 4                              | 0                              | 38    | 1     |
| 2023                  | CF Montréal           | MLS                   | 18          | 0           | 2               | 0               | -                 | -                 | -          | -          | LCup                           | 0                              | 0                              | 20    | 0     |
| Sous-total            | Sous-total            | Sous-total            | 101         | 5           | 3               | 0               | -                 | -                 | -          | -          | -                              | 6                              | 0                              | 110   | 5     |
| Total sur la carrière | Total sur la carrière | Total sur la carrière | 367         | 27          | 29              | 1               | 16                | 0                 | -          | -          | -                              | 39                             | 3                              | 451   | 31    |

## Palmarès

### En club
Celtic FC
- Champion d'Écosse en 2012 et 2013.
- Vainqueur de la Coupe d'Écosse en 2013.
- Finaliste de la Coupe de la Ligue écossaise en 2012.

 Tottenham
- Vice-champion d'Angleterre en 2017.
- Finaliste de la Ligue des champions en 2019.

 CF Montréal
- Vainqueur du Championnat canadien en 2021.
- Finaliste du Championnat canadien en 2023.

### Distinctions personnelles
- Meilleur jeune joueur du mois de Scottish Premier League en décembre 2011.
- Membre de l'équipe-type de Scottish Premier League en 2013

## Vie privée
Victor Wanyama est le frère cadet de McDonald Mariga, milieu de terrain notamment passé par l'Inter Milan, la Real Sociedad et le Parme FC.